# Iophon proximum
Iophon proximum är en svampdjursart som först beskrevs av Ridley 1881.  Iophon proximum ingår i släktet Iophon och familjen Acarnidae. Utöver nominatformen finns också underarten I. p. reticulare.